# Simon Ax
Simon Ax (12 de enero de 1983) es un deportista sueco que compitió en snowboard. Ganó una medalla de plata en el Campeonato Mundial de Snowboard de 2003, en la prueba de big air.

## Medallero internacional
| Campeonato Mundial | Campeonato Mundial    | Campeonato Mundial | Campeonato Mundial |
| Año                | Lugar                 | Medalla            | Competición        |
| ------------------ | --------------------- | ------------------ | ------------------ |
| 2003               | Kreischberg (Austria) | Medalla de plata   | Big air            |